# Jüdische Gemeinde Alsenz
Eine Jüdische Gemeinde in Alsenz, einer Ortsgemeinde im Donnersbergkreis in Rheinland-Pfalz, bestand bereits seit dem 17. Jahrhundert.

## Geschichte
Im Jahr 1650 werden erstmals zwei jüdische Familien am Ort genannt. Es gab aber bereits vor dem Dreißigjährigen Krieg eine Judengasse, was auf eine jüdische Gemeinde bereits zuvor schließen lässt. Im 18. Jahrhundert lebten die jüdischen Familien überwiegend vom Vieh- und Getreidehandel oder waren Geldverleiher. Im Jahr 1861 wurde ein jüdischer Einwohner in den Gemeinderat gewählt. 
Die jüdische Gemeinde Alsenz besaß seit 1765 eine Synagoge (das spätbarocke Gebäude steht heute noch), eine jüdische Schule, ein rituelles Bad (Mikwe) und einen Friedhof. Die jüdische Elementar- bzw. Konfessionsschule bestand von 1830 bis 1926. Die jüdische Gemeinde Alsenz gehörte zum Bezirksrabbinat Kaiserslautern.
Der jüdische Friedhof Alsenz besteht seit Anfang des 18. Jahrhunderts.

## Gemeindeentwicklung
| Jahr | Gemeindemitglieder               |
| ---- | -------------------------------- |
| 1731 | 22 Familien                      |
| 1762 | 17 Familien                      |
| 1801 | 53 Personen, 5,3 % der Einwohner |
| 1825 | 97 Personen, 7,5 % der Einwohner |
| 1846 | 102 Personen                     |
| 1865 | 81 Personen                      |
| 1900 | 60 Personen                      |
| 1924 | 29 Personen, 1,6 % der Einwohner |
| 1933 | 9 Personen                       |
| 1939 | 5 Personen                       |

## Zeit des Nationalsozialismus
Beim Novemberpogrom 1938 wurden die beiden von jüdischen Familien bewohnten Häuser verwüstet. Im Oktober 1940 wurden im Rahmen der sogenannten Wagner-Bürckel-Aktion die letzten fünf jüdischen Einwohner nach Gurs deportiert. Zwei von ihnen starben in Gurs und zwei wurden in Auschwitz ermordet.
Das Gedenkbuch des Bundesarchivs verzeichnet zwölf in Alsenz geborene jüdische Bürger, die dem Völkermord des nationalsozialistischen Regimes zum Opfer fielen.